# Montagna Grande
Montagna Grande (1.374 m s.l.m.) è il monte più alto della catena dei Peloritani.

## Descrizione
La cima è sita nel territorio di Motta Camastra, comune italiano della città metropolitana di Messina. Dalla vetta si scorge a nord la catena dei Monti Peloritani, il mar Tirreno, le Isole Eolie, lo stretto di Messina, la punta della Calabria e l'Aspromonte (1.956 m s.l.m.), ad est il mar Ionio, a sud l'Etna (3.357 m s.l.m.) e ad ovest la Rocca Novara (1.340 m s.l.m.) e i Monti Nebrodi.
Ad esclusione dell'Etna, Montagna Grande è la cima più alta del versante ionico siciliano.
Per la flora sono presenti boschi di querce, leccio, roverella, castagno, nonché pini e olmi. La fauna comprende sia diverse specie di uccelli rapaci, come la poiana, il barbagianni, l'aquila del Bonelli e altri falchi, che diverse specie di mammiferi, come il cinghiale, la lepre, il gatto selvatico, la martora, l'istrice e il ghiro.

### Clima
Il clima sulla vetta, data la sua modesta altezza, è variabile. In estate, è fresco e ventilato e raggiunge temperature massime di 30 gradi. In inverno, le temperature massime superano i 4 gradi e raramente si va sotto lo zero, mentre le temperature più fredde si attestano intorno ai -5 gradi, questo a causa della vicinanza dell'Etna, che ne risente del suo clima appenninico. In inverni rigidi non mancano episodi di forti nevicate che possono durare qualche settimana.
Nel territorio di Montagna Grande molto spesso si hanno anche formazioni di violenti temporali che possono colpire la costa ionica dallo Stretto di Messina al siracusano.